# GWR Haigh Foundry locomotives
Haigh Foundry locomotives — тип из двух паровозов в числе 19 локомотивов, заказанных Изамбардом Кингдомом Брюнелем для создаваемой им Большой западной железной дороги.
Паровозы «Змея» и «Гадюка» были построены на заводе Haigh Foundry и доставлены заказчику в сентябре 1838 года. Движущие колёса их были присоединены к машине через шестерёнчатый редуктор 2:3, чтобы при требуемой Брюнелем высокой скорости движения паровоза сохранить низкую скорость движения штока и поршня. Котёл был диаметром 39 ″ (991 мм) и длиной 9 футов (2743 мм).
Успешная эксплуатация паровозов стала возможна только после переделок, которым их подвергли в 1839—1840 годах, при которых был уменьшен до 13 ″ (330 мм) диаметр цилиндров и изъяты редукторы. Вероятно, в это же время были поставлены колёса диаметром 6 футов (1829 мм). Паровозы были перестроены в танк-паровозы с той же осевой формулой, вероятно, при отправке на железную дорогу Южного Девона в 1846 году, где они работали под именами «Экс» и «Тэй» (по рекам). В 1851 году паровозы вернули GWR. «Змея» проработала до ноября 1869 года, «Гадюка» — до января 1868-го. Котёл «Гадюки» использовался затем в Шрусбери в качестве стационарного источника пара.